# Hiệp hội bóng đá Mauritius
Hiệp hội bóng đá Mauritius (tiếng Anh: Mauritius Football Association; tiếng Pháp: Fédération de Maurice de football) là tổ chức quản lý, điều hành các hoạt động bóng đá ở Mauritius. Hiệp hội quản lý đội tuyển bóng đá quốc gia Mauritius, tổ chức các giải bóng đá như vô địch quốc gia và cúp quốc gia. Hiệp hội bóng đá Mauritius gia nhập FIFA năm 1962 và CAF năm 1963.